# Jamsil (métro de Séoul)
Jamsil (en coréen : 잠실역) est une station de correspondance entre la ligne 2 et la ligne 8 du métro de Séoul. Elle est située, 567 Songpa-daero, 27 Jamsil 5-dong, dans l'arrondissement de Songpa-gu, proche du quartier Seokchon-dong à Séoul en Corée du Sud.
Ouverte en 1980, elle devient une station de correspondance en 1996. La station est desservie par les rames omnibus qui circulent sur la ligne 2 et la ligne 8.

## Situation sur le réseau

Plan du réseau (2023)

Établie en souterrain, la station Jamsil est une station de correspondance : établie sur la ligne circulaire de la ligne 2 du métro de Séoul entre les stations Jamsilsaenae, en direction de Hôtel de Ville, rotation dans le sens des aiguilles d'une montre sur la section circulaire, et Jamsillaru,en direction de Hôtel de Ville, rotation dans le sens inverse des aiguilles d'une montre sur la section circulaire ; elle est également située sur la ligne 8 du métro de Séoul entre la station Mongchontoseong, en direction du terminus nord-est Amsa, et la station Seokchon, en direction du terminus sud Moran.

## Histoire
La station Jamsil est mise en service le 31 octobre 1980, lors de l'ouverture à l'exploitation du premier tronçon de la ligne 2, entre Sinseol-dong et Complexe sportif (via Seongsu).
Elle devient une station de correspondance, lors d'un prolongement de la ligne 8 le 23 novembre 1996.

## Services aux voyageurs

### Accès et accueil
Domiciliée : au 567 Songpa-daero (27 Jamsil 5-dong), station de la ligne 2 et 305 Olympic-ro (7-4, Sincheon-dong), station de la ligne 8. La station dispose de quatre accès, numérotés de 1 à 4. Elle est notamment équipée d'automate pour l'achat de titres de transport et de portes palières sur ses quais.

### Desserte

#### Station ligne 2
Jamsil est desservie par les rames omnibus qui circulent sur la ligne 2.

Installations
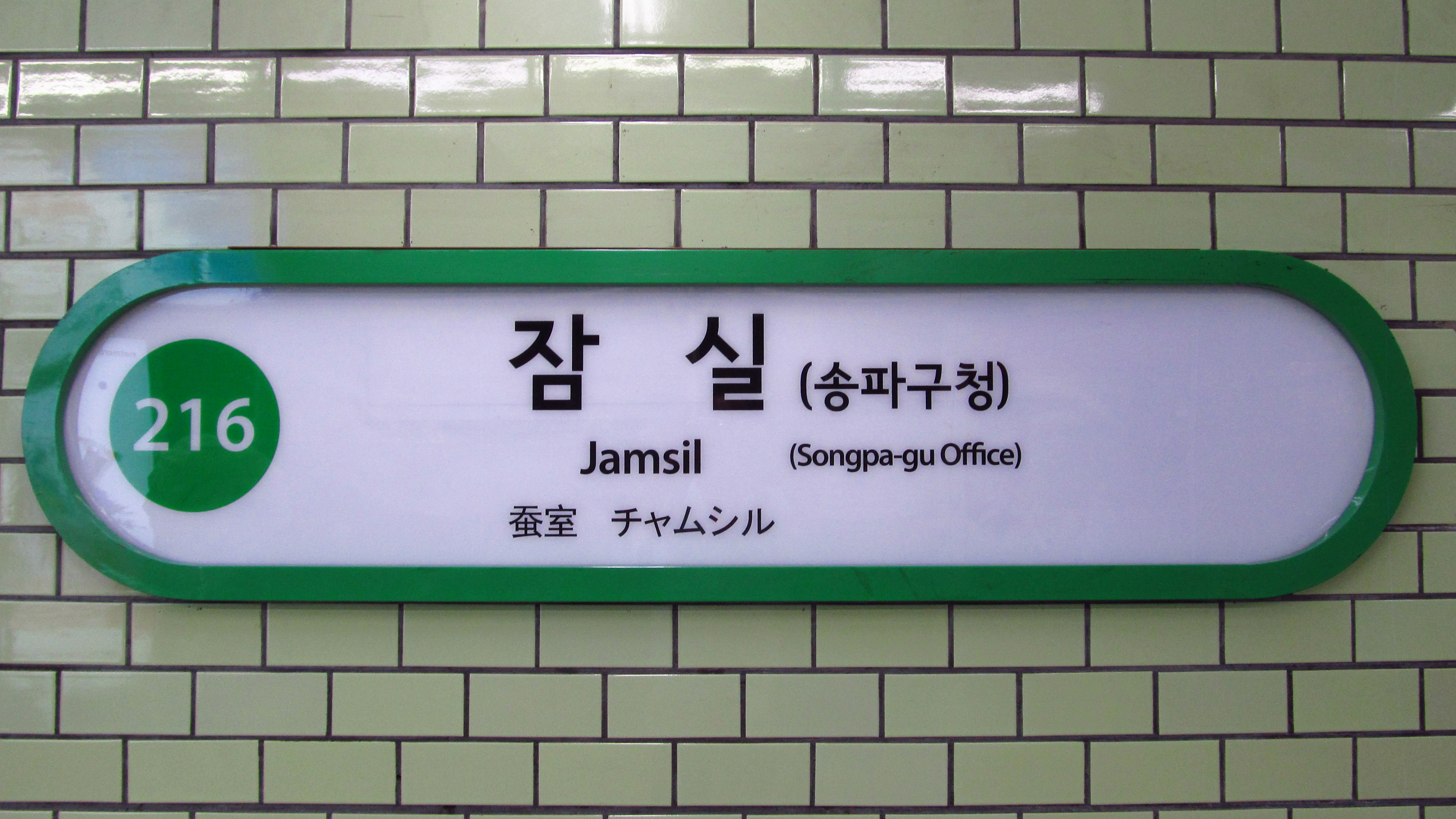
En 2018.
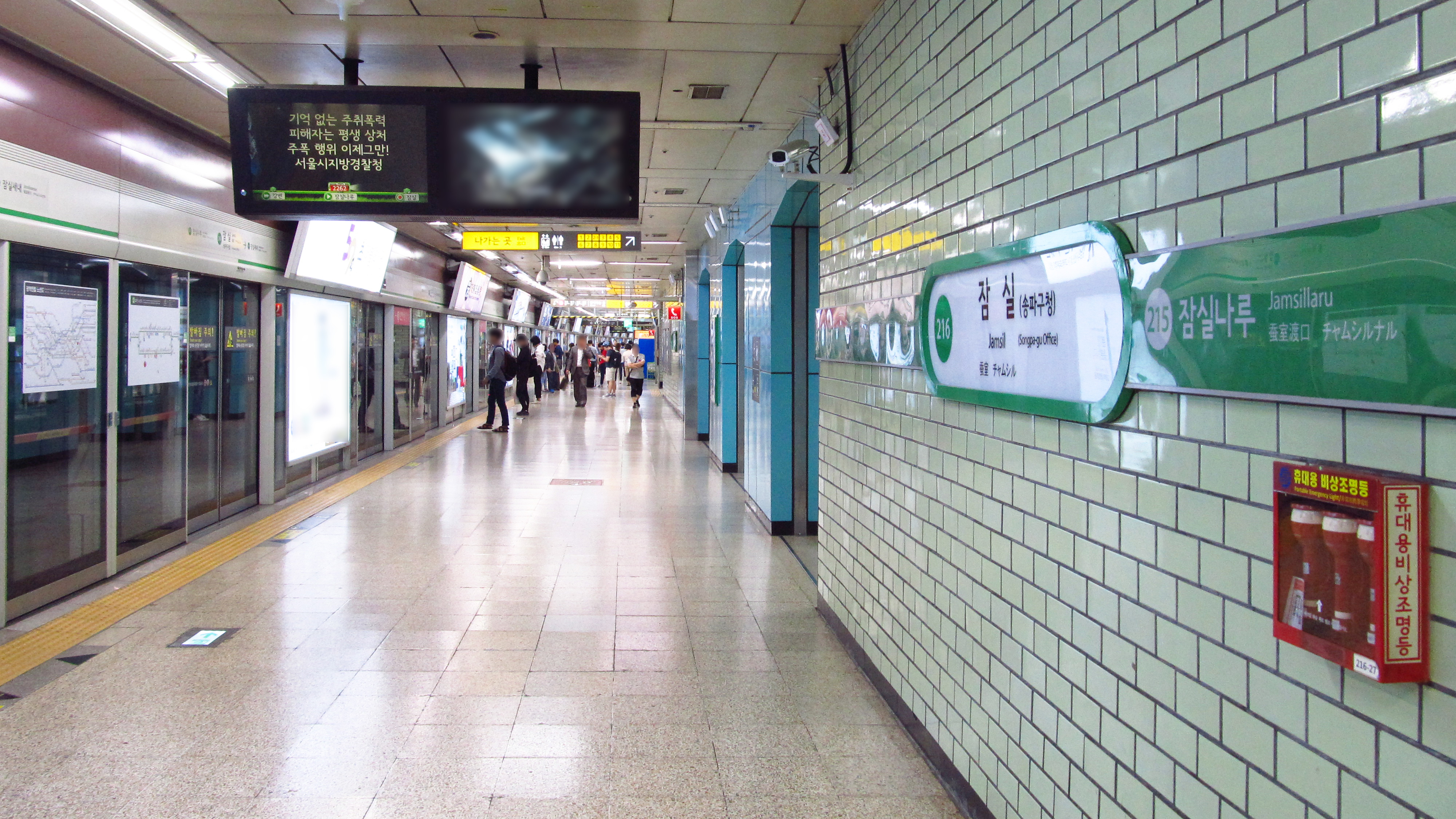
En 2018.

#### Station ligne 8
Jamsil est desservie par les rames omnibus qui circulent sur la ligne 8.

Installations
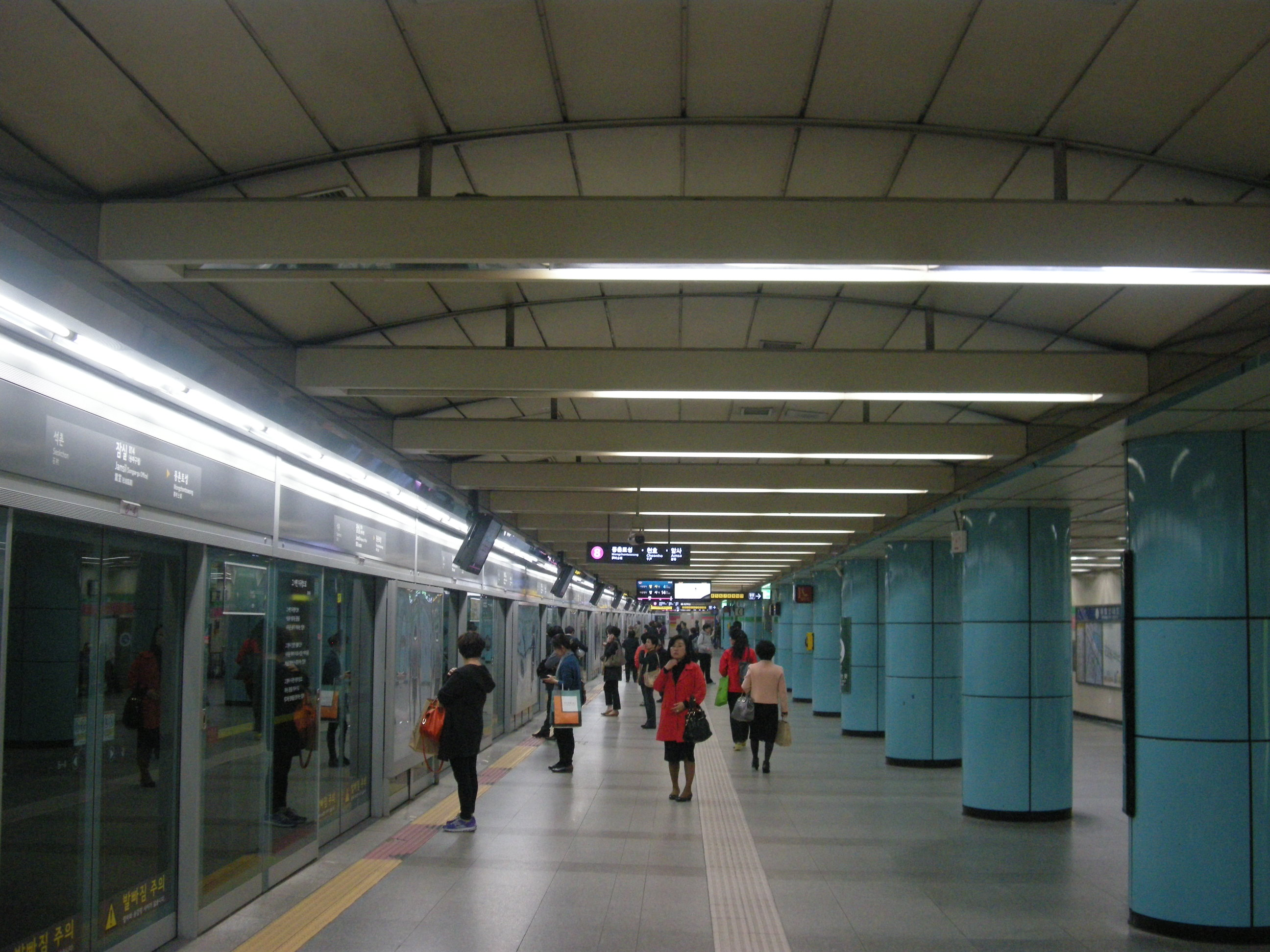
En 2013.
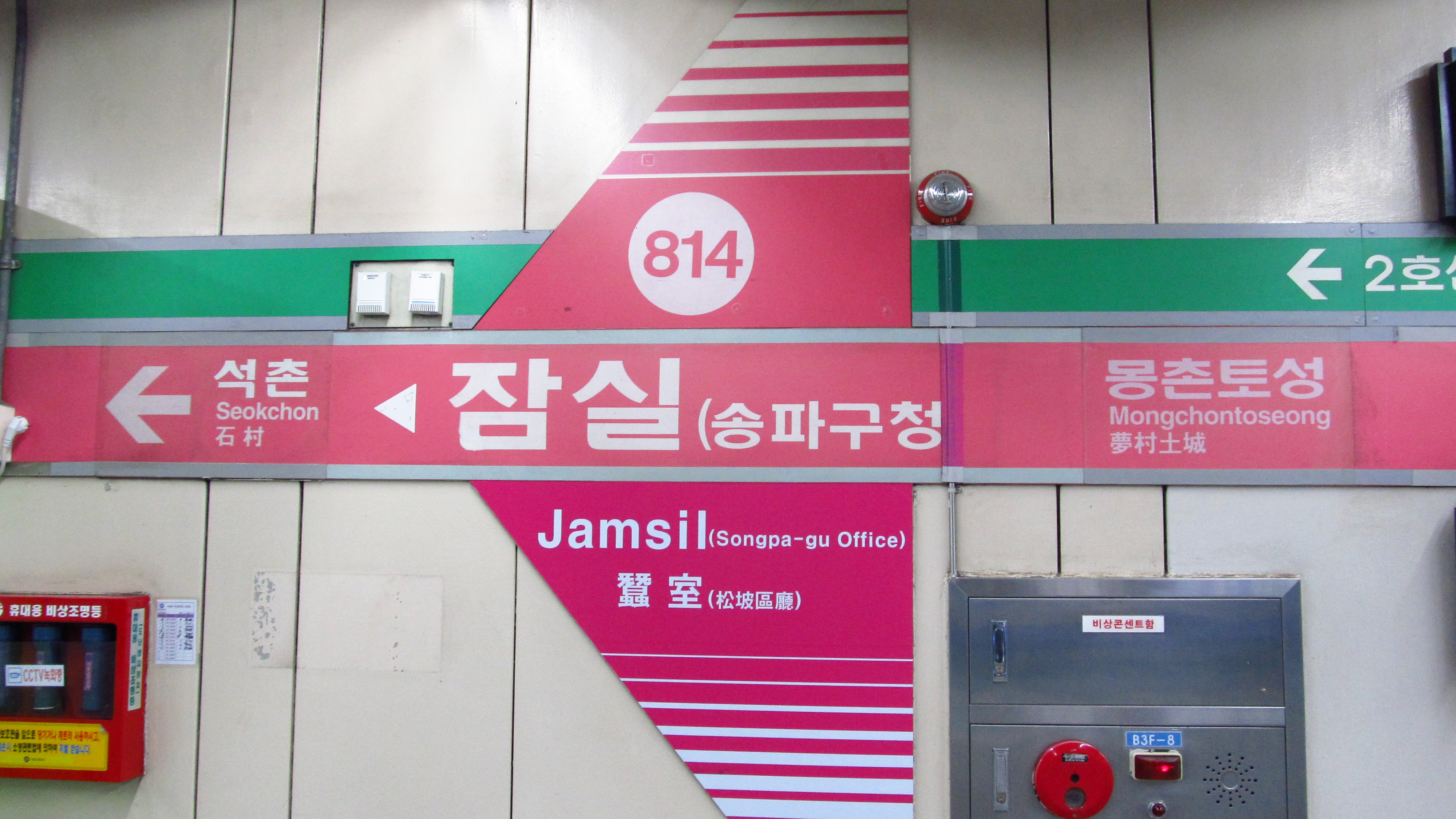
En 2018.
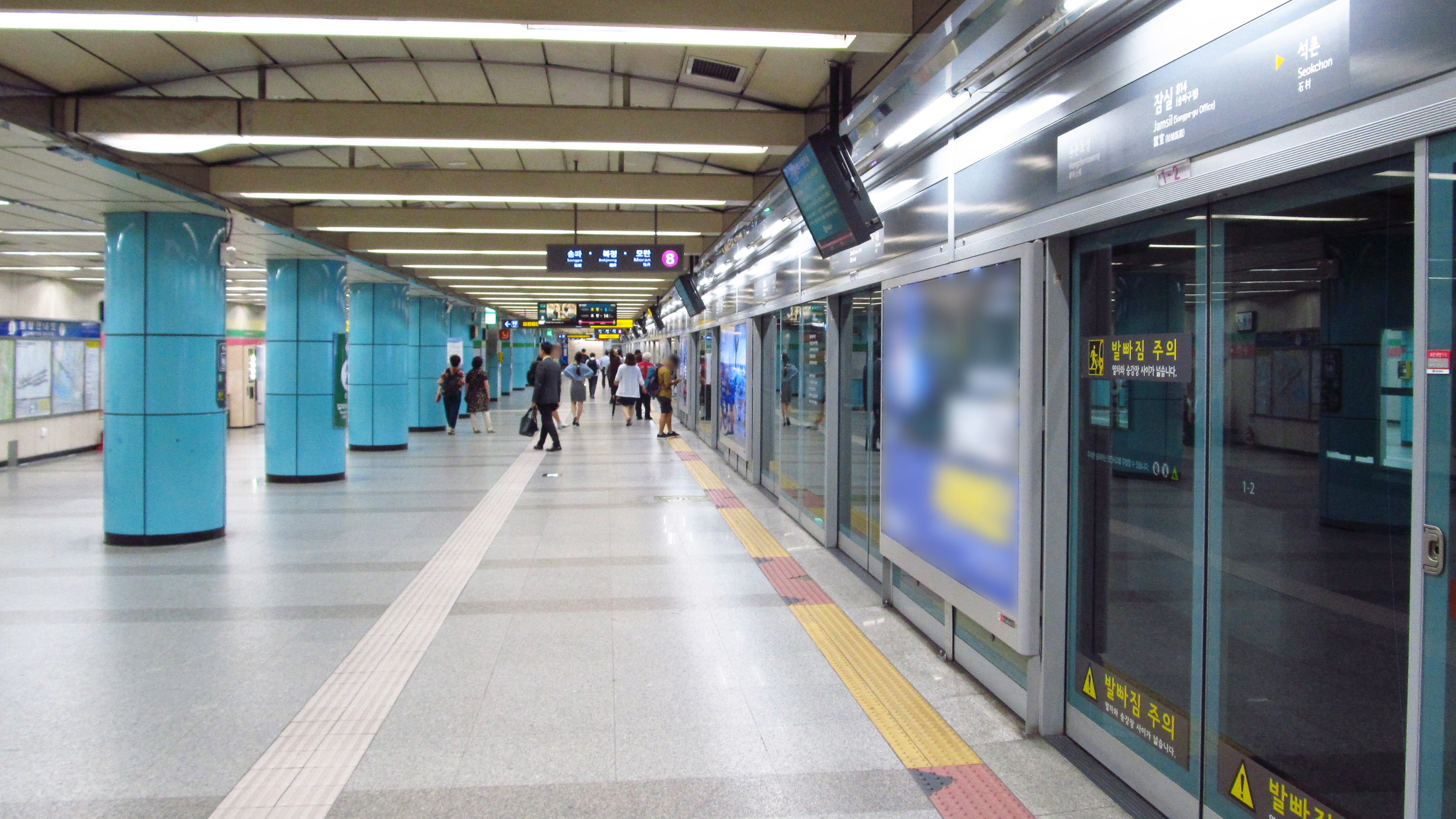
En 2018.

### Intermodalité
Des arrêts de bus urbains sont situés à proximité.

## À proximité
On y trouve notamment le parc du lac de Seokchon.